# Gabourey Sidibe
Gabourey Sidibe (Brooklyn, Nova York, 6 de maig de 1983) és una actriu estatunidenca. Té el paper principal de la pel·lícula Precious.

## Biografia
Gabourey Sidibe, nascuda a Brooklyn, va ser educada per la seva mare, Alice Tan Ridley, una cantant de Gospel, a Bedford Stuyvesant. El seu pare, Ibnou Sidibe, d'origen senegalès, és taxista. Ha estudiat al City College of New York.
A Precious de Lee Daniels, interpreta el paper d'una adolescent analfabeta, obesa i que ha estat abusada pel seu pare, que ja li ha fet una filla de quatre anys. Aquest primer paper li ha valgut nombrosos premis i nominacions als Oscars i als Globus d'Or.
Surt al clip Don't stop del grup Foster the People, el desembre de 2011.

## Filmografia
| Any  | Títol                    | Paper                      | Notes |
| ---- | ------------------------ | -------------------------- | --- |
| 2009 | Precious                 | Claireece "Precious" Jones | Nominació − Oscar a la millor actriu Nominació − Globus d'Or a la millor actriu dramàtica Nominació − BAFTA a la millor actriu |
| 2011 | Yelling to the Sky       | Latonya Williams           | |
| 2011 | Tower Heist              | Odessa Montero             | |
| 2012 | Seven Psychopaths        | Sharice                    | |
| 2014 | White Bird in a Blizzard | Beth                       | |
| 2014 | Life Partners            | Jen                        | |
| 2014 | Top Five                 | Herself                    | Cameo |
| 2015 | Gravy                    | Winketta                   | |
| 2016 | Grimsby                  | Banu                       | |